# آسیابهای نجم‌آباد
آسیابهای نجم‌آباد مربوط به دوره صفوی است و در شهرستان قیروکارزین، بخش مرکزی، دهستان هنگام، ۱ کیلومتری شمال روستای نجم آّباد، سمت چپ واقع شده و با شمارهٔ ثبت ۲۶۶۶۴ به‌عنوان یکی از آثار ملی ایران به ثبت رسیده است.